# د. ك. ستيفنسون
د. ك. ستيفنسون (بالإنجليزية: David Curtiss Stephenson)‏ هو سياسي أمريكي، ولد في 21 أغسطس 1891 في هيوستن في الولايات المتحدة، وتوفي في 28 يونيو 1966 في جونزبورو في الولايات المتحدة. حزبياً، نشط في الحزب الجمهوري والحزب الديمقراطي.